# Annona cornifolia
Annona cornifolia är en kirimojaväxtart som beskrevs av A. St.-hil. Annona cornifolia ingår i släktet annonor, och familjen kirimojaväxter. Inga underarter finns listade i Catalogue of Life.